# Monarcha
Monarcha là một chi chim trong họ Monarchidae.